# ČSD E 499.3 sorozat
A ČSD E 499.3 sorozat egy csehszlovák villamosmozdony-sorozat volt. Összesen 180 db készült belőle. Csehszlovákia felbomlása miatt a mozdonyok jelenleg a ČD 162, ČD 163, ŽSR 162 és ŽSR 163 sorozatokba tartoznak.

## Története
A Škoda Plzeň gyártotta 1984 és 1992 között három 60 darabos szériában. A mozdonyok alapja a ČD 363 sorozat, de csak egyenáramú berendezéssel készültek. Az 1991-es sorozat már megváltoztatott hajtással, 140 km/h sebességgel készültek (mint ČD 162 sorozat). Az 1992-es széria megint 120 km/h sebességű lett a teherforgalom részére, ezeket azonban pénzügyi gondok miatt nem vették át, így 1995-ben 9 darab mozdonyt eladtak az olasz FNM magánvasútnak. Később 40 darab mozdony a cseh vasúthoz, a többi 11 mozdony 1995-ben a szlovák vasúthoz került.
A 2000-es években forgóvázcserékkel mind a csehek, mind a szlovákok néhány 162-est átalakítottak 163-as sorozatnak 120 km/h sebességgel, annak érdekében, hogy a kinyert nagysebességű forgóvázakkal a jobban kihasználható kétáramnemű 363-as sorozat tagjai 140 km/h sebességűek legyenek, ezeket 362-esnek átszámozták.
A ČD 163-as mozdonyai nagyrészt a helyi forgalomban dolgoznak, de az egyenáramú területen gyorsvonatokat is továbbítanak.